# 아르미 쿠셀라
아르미 쿠셀라(Armi Kuusela, 1934년 8월 20일 ~ )는 핀란드의 미인 대회 우승자이다. 미스 핀란드 1952, 미스 유니버스 초대 우승자이다.